# 福诺
福诺，是匈牙利绍莫吉州所辖的一个村。总面积10.61平方公里，总人口303，人口密度28.6人/平方公里（2011年1月1日）。